# Camilo Marks
Camilo Luis Marks Alonso (Santiago, 1948) es un abogado de derechos humanos, académico, escritor y crítico literario chileno.

## Biografía
Hijo de Loreto Alonso, sexta hija de un diputado español comunista que "escapó de la dictadura de Primo de Rivera y llegó a Chile en 1940 con su familia, tras vivir en Francia". Su padre se llamaba igual que él —y este como el abuelo del escritor—, y su apellido francés Marqes perdió su grafía original y quedó como se pronuncia: Marks. La pareja tuvo un segundo hijo: Rodrigo. Camilo padre, separado de Loreto (aunque nunca anularon el matrimonio), residió en Valdivia; tuvo dos hijos con su nueva pareja, a los que puso Camilo y Camila.
Finalizó su enseñanza media en el Internado Nacional Barros Arana, después de haber estudiado en el Instituto Nacional. Siguió la carrera de derecho en la Universidad de Chile y dio su examen de grado antes del golpe militar encabezado por el general Augusto Pinochet contra el gobierno del socialista Salvador Allende, pero logró titularse solo en 1975 después de cambiar el tema de su tesis, que un principio debía versar sobre el secuestro de aviones (parte de ella alcanzó a salir en el primer trimestre de 1974 Revista de Derecho Público bajo el título de «El delito de apoderamiento ilícito de aeronaves»). A fines de 1975, después de haber trabajado en el Comité Pro Paz y colaborado con el MIR, salió de Chile con destino a Inglaterra, donde realizó estudios de literatura en Londres.
Después de regresar a principios de los años 1980, se reincorporó como abogado a la defensa de las víctimas que sufrían violaciones a los derechos humanos por parte de la dictadura, primero de la Vicaría de la Solidaridad y después de su disolución, en los organismos que continuaron con esta labor: la Corporación de Reparación y Reconciliación, el Programa de Derechos Humanos del Ministerio del Interior y la Comisión Valech.

## Trayectoria literaria
Marks cuenta que aprendió muy temprano a leer y que al poco tiempo decidió que algún día se convertiría en escritor, lo que en la realidad ocurrió después de muchos años tarde. "Claro que me demoré bastante, quizá demasiado, en llegar a serlo en forma pública. Soy definitivamente un escritor tardío, y eso se debe a todo lo que cuento en el libro y a otras cosas que no cuento", comentó Marks en una entrevista con motivio de la publicación de sus memorias en 2015.
Primero comenzó a escribir crítica literaria de la Escuela de Derecho Literlex, y después, ya a su regreso del exilio, en la desaparecida revista Apsi,  luego en La Época, Qué Pasa, La Tercera y finalmente El Mercurio, pero fue su presencia en Hora 25, programa cultural de la TVN, lo que lo hizo realmente conocido.
Su primera novela, La dictadura del proletariado, apareció en 2001 y resultó finalista del premio Rómulo Gallegos. Dos años más tarde, compiló la antología Grandes cuentos chilenos del siglo XX y en 2004 publicó su segunda novela, Altiva música en la tormenta, que fue también finalista del citado galardón. Luego salió a luz La sinfonía fantástica (2008). 
Ha publicado también libros de crítica literaria y ha sido traductor y consultor de varias editoriales; asimismo, ha participado como jurado en concursos del Fondo Nacional del Libro, de la Revista de Libros de El Mercurio y del Premio José Donoso. 
Marks ha realizado una importante labor de antólogo: en 2002 publicó Grandes cuentos chilenos del siglo XX (reeditada en 2004 y ampliada en 2007), y diez años más tarde sacó Los mejores cuentos chilenos del siglo XXI.
Es profesor en la Universidad Diego Portales, pero también ha enseñado en las universidades de Santiago, Arcis y Santo Tomás.

## Obras
- La dictadura del proletariado, novela, Alfaguara Chile, 2001
- Altiva música en la tormenta, novela, Mondadori, 2004
- La crítica: el género de los géneros, recopilación de ensayos literarios, Ediciones UDP, 2007
- La sinfonía fantástica, novela, Mondadori, 2008
- Canon. Cenizas y diamantes de la literatura chilena, ensayo, Debate, 2010
- Biografía del crimen, ensayo sobre la novela policial, Ediciones UDP, 2014
- Preparativos para un viaje a Kiev, novelas breves, Mondadori, 2014. Contiene tres textos:
  - El verano sin verano, Preparativos para un viaje a Kiev y Variaciones Goldberg
- El gusto de criticar, recopilación de crónicas de El Mercurio; ediciones de la Universidad de Talca, 2015
- Indemne todos estos años, memorias, Lumen, 2015
- El sol del Pacífico, memorias, Lumen, 2018

## Premios y reconocimientos
- Finalista del Premio Rómulo Gallegos con La dictadura del proletariado
- Finalista del Premio Rómulo Gallegos con Altiva música en la tormenta
- Premio Escrituras de la Memoria 2016, categoría Obra Publicada por Indemne todos estos años[7]
- Premio Municipal de Literatura de Santiago 2019 por El sol del Pacífico[8]